# Кула (город, Сербия)

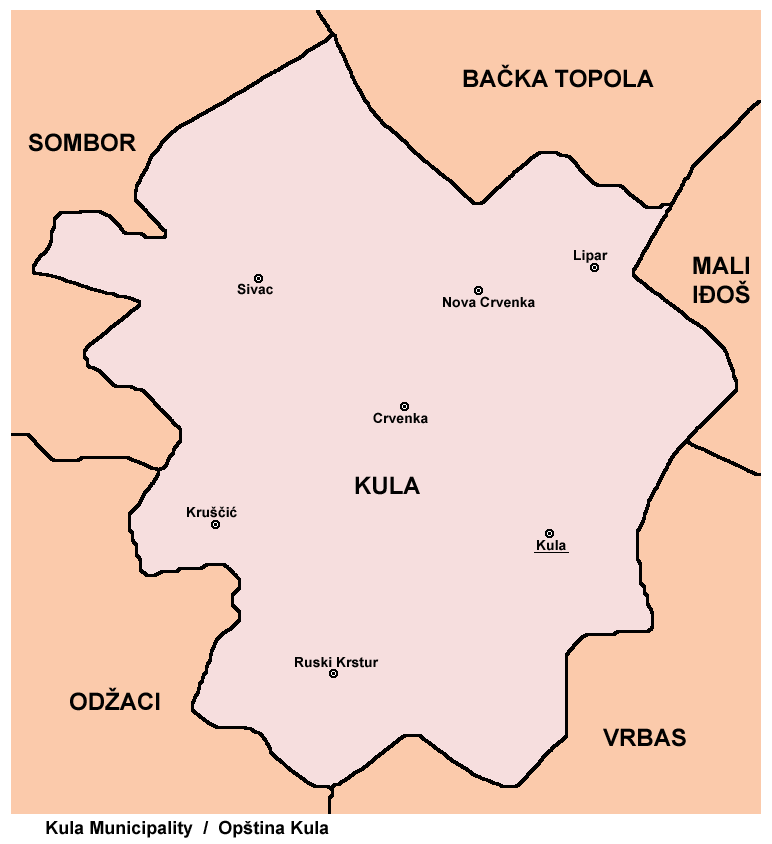
Карта общины Кула

Кула (серб. кир. Кула, русин. Кула, венг. Kúla) — город и муниципалитет, расположенный в  Западно-Бачском округе автономного края Воеводина в Сербия. В городе проживает 17 866 человек, в муниципалитете — 43 101 человек.

## Название
На сербском языке город именуется Кула (Кула); на русинском языке — Кула, на венгерском языке — Kúla, на хорватском языке — Кула / Kula, на немецком языке — Кула (Kula) или Вольфсбург (Wolfsburg) и на турецком языке — Кула.
Слово Куле означает «башня» на турецком и сербском языках. В XVI—XVII веках на этом месте располагалась башня с османским военным гарнизоном, откуда и произошло название города. Однако нельзя с уверенностью сказать, кто дал городу это название: турки-османы или местные сербы.

## История
В середине XVII века, во время правления Османской империи, упоминаются два поселения с таким названием — Горня Кула и Донья Кула. Эти поселения были частью османского санджака Сегедин и были заселены этническими сербами. С конца XVII века регион находился под управлением монархии Габсбургов, а два поселения упоминались как Мала Кула и Велика Кула и были безлюдны. В 1714 году имеется запись об одном селении Кула, в котором было 14 домов. В 1733 году население слободы насчитывало 251 дом, большинство жителей составляли сербы. Венгры начали селиться здесь в 1740 году, а немцы — в 1780—85 гг .
До середины XIX века поселение входило в состав графства Бач-Бодрог Венгерского королевства Габсбургов. В 1848—1849 годах он входил в состав автономной Сербской Воеводины, в 1849—1860 годах — в состав воеводства Сербии и Баната Темешварского, отдельной короны Габсбургов. После упразднения воеводства в 1860 году поселение было вновь включено в состав Бач-Бодрогского уезда. Во второй половине XIX века в Куле поселились и русины.
После 1867 года приток венгров увеличился, и к началу XX века они стали крупнейшей этнической группой в Куле, обогнав сербов. Согласно переписи 1910 года население Кулы было этнически смешанным: из общей численности населения в 9119 человек 3679 говоряли на венгерском языке, 2510 — на сербском, 2425 — на немецком и 456 — на русинском языке.
После 1918 года поселок вошел в состав Королевства сербов, хорватов и словенцев (переименованного позднее в Королевство Югославия). В период с 1918 по 1919 год входил в состав Банатского, Бачковского и Бараньского районов, а с 1918 по 1922 — в состав Нови-Садского уезда. С 1922 по 1929 год входил в состав Бачской области, а с 1929 по 1941 год — в состав Дунайской Бановины. В период с 1941 по 1944 год, в разгар Второй мировой войны, Кула находился под оккупацией стран Оси и был присоединен к Венгрии.
В 1944 году Красная Армия совместно с югославскими партизанами изгнали войска Оси из региона, а Кулу включили в состав автономной провинции Воеводина — части социалистической Югославии. С 1945 года Воеводина входила в состав Народной Республики Сербия в составе Югославии.
По результатам переписи 1953 года, венгры составляли большую часть населения города, однако последующие переписи зафиксировали сербское этническое большинство. Немецкая община ушла из Кулы в конце Второй мировой войны. После войны в Куле поселилось Большое количество сербов-черногорцев из Черногории. После распада Югославии (1991—1992), а впоследствии Сербии и Черногории (2006) город вошел в состав независимой Сербии.

## Населенные пункты
Община Кула включает в себя города Кула и Црвенка, а также деревни:
- Крушчич
- Липар
- Новая Црвенка
- Руски Крстур
- Сивац

## Население

### Этнические группы в общине Кула
- Сербы (58,55%)
- Русины (10,64%)
- Черногорцы (10,06%)
- Венгры (7,92%)
- украинцы (2,99%)
- Хорваты (1,32%)
- Прочие и незадекларированные (8,52%)

### Поселения этнического большинства
Населенные пункты с сербским этническим большинством: Липар, Нова Црвенка, Сивац и Црвенка. Населенный пункт с этническим большинством русинов — Руски Крстур. Этнически смешанные поселения: Кула (с относительным большинством сербов) и Крушчич (с относительным большинством черногорцев).

### Этнические группы в городе Кула
В городе Кула проживает 17 866 жителей, из них:
- Сербы (63,29%)
- Венгры (9,98%)
- Черногорцы (9,51%)
- украинцы (3,99%)
- Русины (2,64%)
- Хорваты (1,39%)
- Прочие и незадекларированные (9,20%)

## Экономика
В Куле находится известный сербский производитель кондитерских изделий Jaffa Crvenka.
В следующей таблице представлен предварительный обзор общего количества зарегистрированных жителей по видам деятельности (по состоянию на 2018 г.):
| Мероприятия                                                                | Общее |
| -------------------------------------------------------------------------- | ----- |
| Сельское хозяйство, лесное хозяйство и рыболовство                         | 591   |
| Добыча полезных ископаемых                                                 | -     |
| Производство                                                               | 1964  |
| Электроснабжение, газ, пар и кондиционирование воздуха                     | 21    |
| Водоснабжение; канализация, управление отходами и восстановительные работы | 240   |
| Строительство                                                              | 207   |
| Оптовая и розничная торговля, ремонт автомобилей и мотоциклов              | 1448  |
| Транспортировка и хранение                                                 | 601   |
| Проживание и питание                                                       | 238   |
| Информация и коммуникация                                                  | 59    |
| Финансовая и страховая деятельность                                        | 92    |
| Операции с недвижимостью                                                   | 2     |
| Профессиональная, научная и техническая деятельность                       | 202   |
| Административная и вспомогательная деятельность                            | 221   |
| государственное управление и оборона; обязательное социальное обеспечение  | 380   |
| Образование                                                                | 751   |
| Здоровье человека и социальная работа                                      | 294   |
| Искусство, развлечения и отдых                                             | 85    |
| Другая деятельность по обслуживанию                                        | 164   |
| Индивидуальные сельскохозяйственные рабочие                                | 349   |
| Общее                                                                      | 7911  |

## Политика
Жители Црвенки и Руски Крстур выступают за то, чтобы эти два поселения стали самостоятельными общинами, полностью отделенными от Кулы.

## Спорт

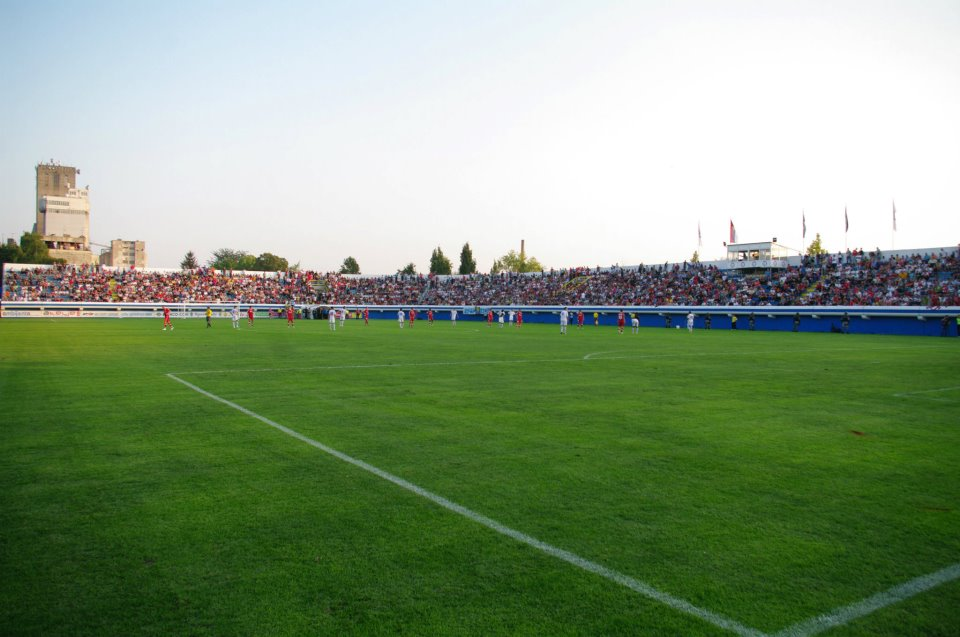
Стадион Хайдук

В городе есть футбольный клуб Хайдук Кула.

## Известные граждане
- Исидор Баич[англ.] — бывший сербский композитор, педагог и издатель.
- Душко Груич[англ.] — бывший сербский футболист.
- Драган Шкрбич — бывший сербский гандболист.
- Горан Гогич — бывший сербский футболист.
- Здравко Мизович — бывший сербский бегун.

## Смотрите также
- Муниципалитеты Сербии
- Западно-Бачский округ

## Галерея

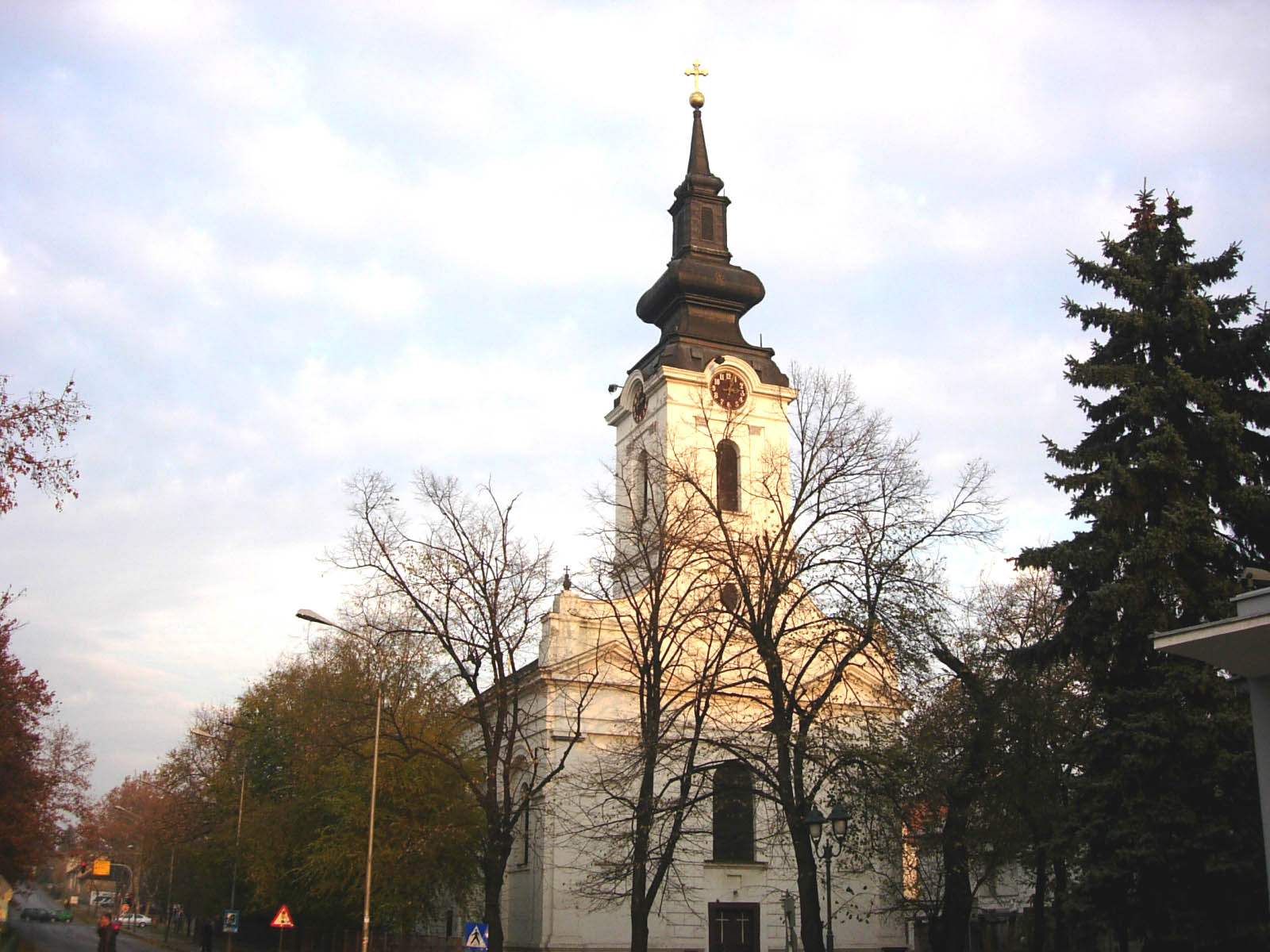
Православная церковь.
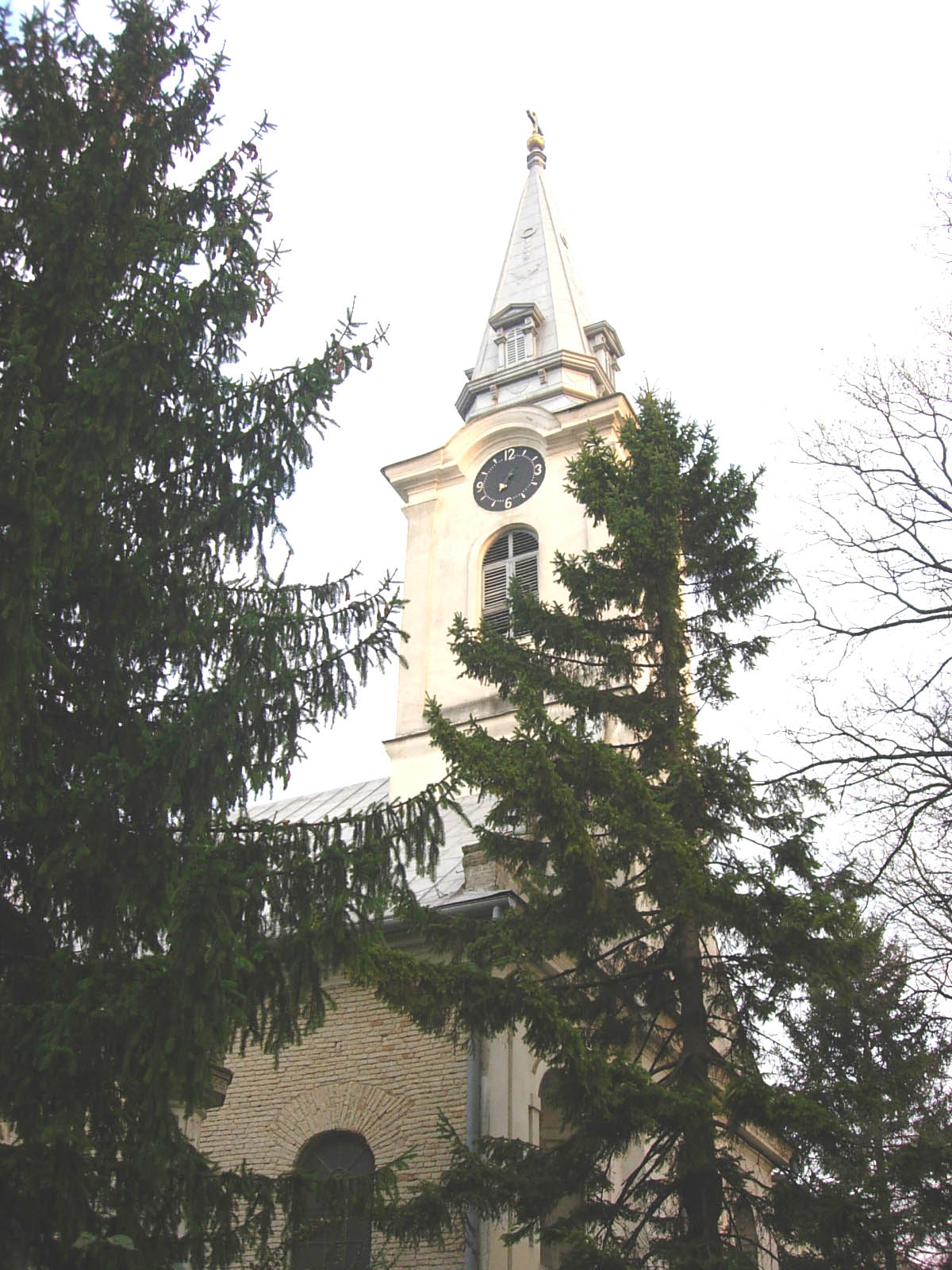
Католическая церковь святого великомученика Георгия Победоносца
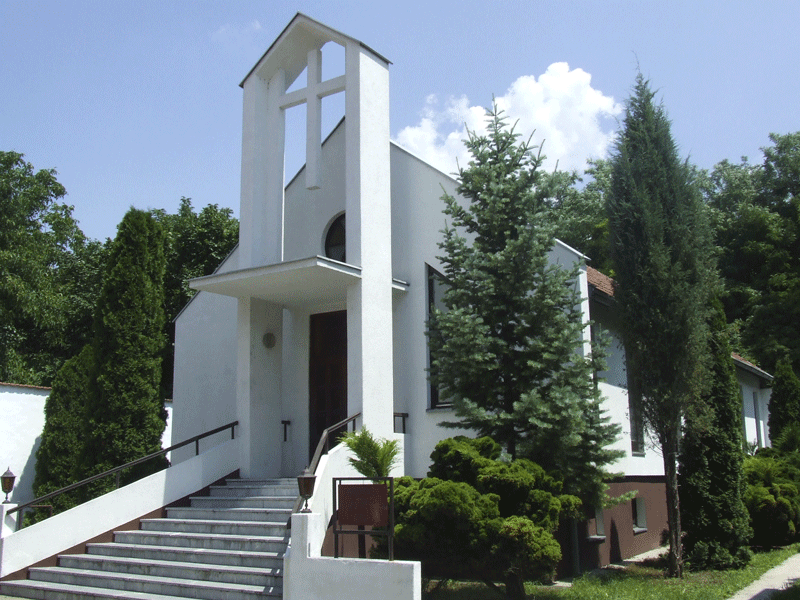
Церковь адвентистов седьмого дня.
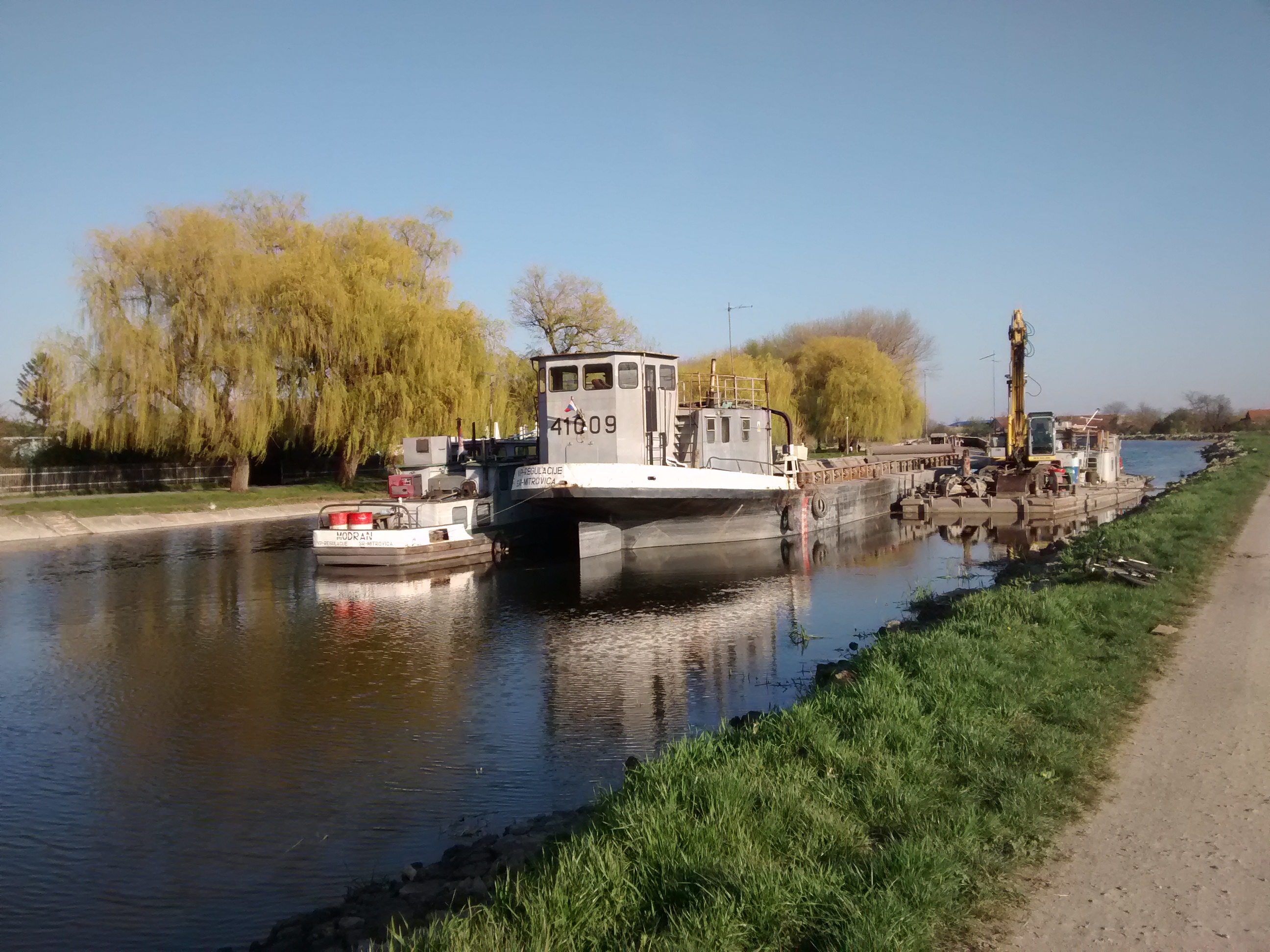
Вид канала в Куле